# Festiwal Łódź Wielu Kultur
Festiwal Łódź Wielu Kultur – interdyscyplinarny festiwal kulturalny, odbywający się co roku w październiku w Łodzi od 2024 roku, będący kontynuacją organizowanego od 2002 roku Festiwalu Dialogu Czterech Kultur, a od 2010 roku Festiwalu Łódź Czterech Kultur .
Organizatorem Festiwalu jest Centrum Dialogu im. Marka Edelmana w Łodzi.

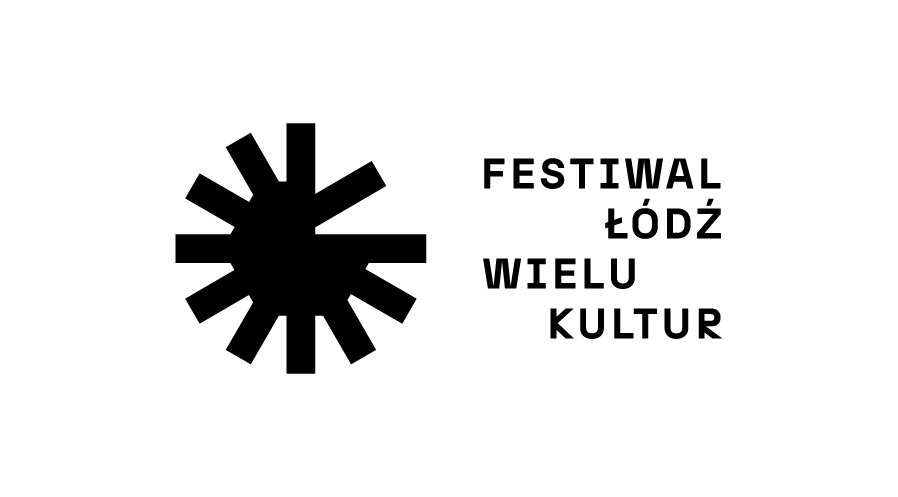
Logo Festiwalu Łódź Wielu Kultur, aut. Fajne Chłopaki / Łukasz Zbieranowski

Koncepcja Festiwalu Łódź Wielu Kultur została opracowana przez zespół kuratorki w składzie: Kamila Majchrzycka-Szymańska, Joanna Podolska-Płocka, Agata Siwiak, Jarosław Suchan.
Identyfikację wizualną Festiwalu przygotowało łódzkie studio graficzne Fajne Chłopaki.
Festiwal Łódź Wielu Kultur jest najważniejszym świętem kultury miejskiej  w Łodzi. Nawiązuje do mitu o Łodzi czterech kultur, którą w XIX wieku tworzyły społeczności: polska, żydowska, niemiecka i rosyjska, ale uwzględnia też zmiany, które zachodzą współcześnie. Uwzględnia kultury, które również były i nadal są obecne w krajobrazie kulturowym miasta, m.in. ukraińską, białoruską, romską, wietnamską, afrykańską. W każdej kolejnej edycji Festiwal kładzie nacisk na inną kulturę i zaprasza artystów i artystki je reprezentujących. Zwraca też uwagę na fakt, że tożsamości kulturowej nie można dziś łączyć jedynie z poczuciem przynależności do etnicznej, narodowej czy religijnej wspólnoty. Dlatego Festiwal zakłada też istnienie innych kultur: feministycznej, queerowej, ludowej, pracy, osób z niepełnosprawnościami, ekologicznej oraz kultury dzieci i młodzieży.  
Proponując nową nazwę Festiwal Łódź Wielu Kultur, nie zamierzamy odcinać się od ideałów,  o których urzeczywistnieniu marzyli pomysłodawcy tego wyjątkowego święta. Mamy jednak  przekonanie, że wierność tym ideałom nakłada na nas obowiązek podążania za zmianami, jakie  zachodzą w kulturowym krajobrazie Łodzi, a także we współczesnym rozumieniu i doświadczaniu kultury. Chcemy, by Festiwal był lustrem, w którym ta nowa Łódź może się przejrzeć. Zarazem pragniemy, by przyczyniał się do jej dalszej zmiany, przekształcania w miasto przyszłości – wrażliwe, otwarte na różne społeczności, szanujące odmienne doświadczenia i tożsamości, budowane na dialogu, empatii i trosce o każde istnienie.
W ramach Festiwalu w całej Łodzi odbywają się wydarzenia kulturalne różnych dziedzin: od teatru, performensu, filmu, literatury,  poprzez muzykę, sztuki wizualne, aż po różne formy artystycznego aktywizmu. Część z nich przeznaczona jest dla najmłodszych odbiorców: dzieci, młodzieży i bliskich im dorosłych. Wydarzenia te odbywają się pod szyldem Małego Festiwalu Łódź Wielu Kultur.

## Historia

### 1. edycja 2024, 4-13 października 2024
Pierwsza edycja Festiwalu pod zmienioną nazwą odbyła się w dniach 04-13 października 2024. Została poprzedzona różnymi wydarzeniami kulturalnymi w ciągu całego roku 2024, m.in. projektem Kino Wielu Kultur, piknikami “Noc zmysłów” w czerwcu i międzypokoleniowym we wrześniu oraz India Day w Fuzji.

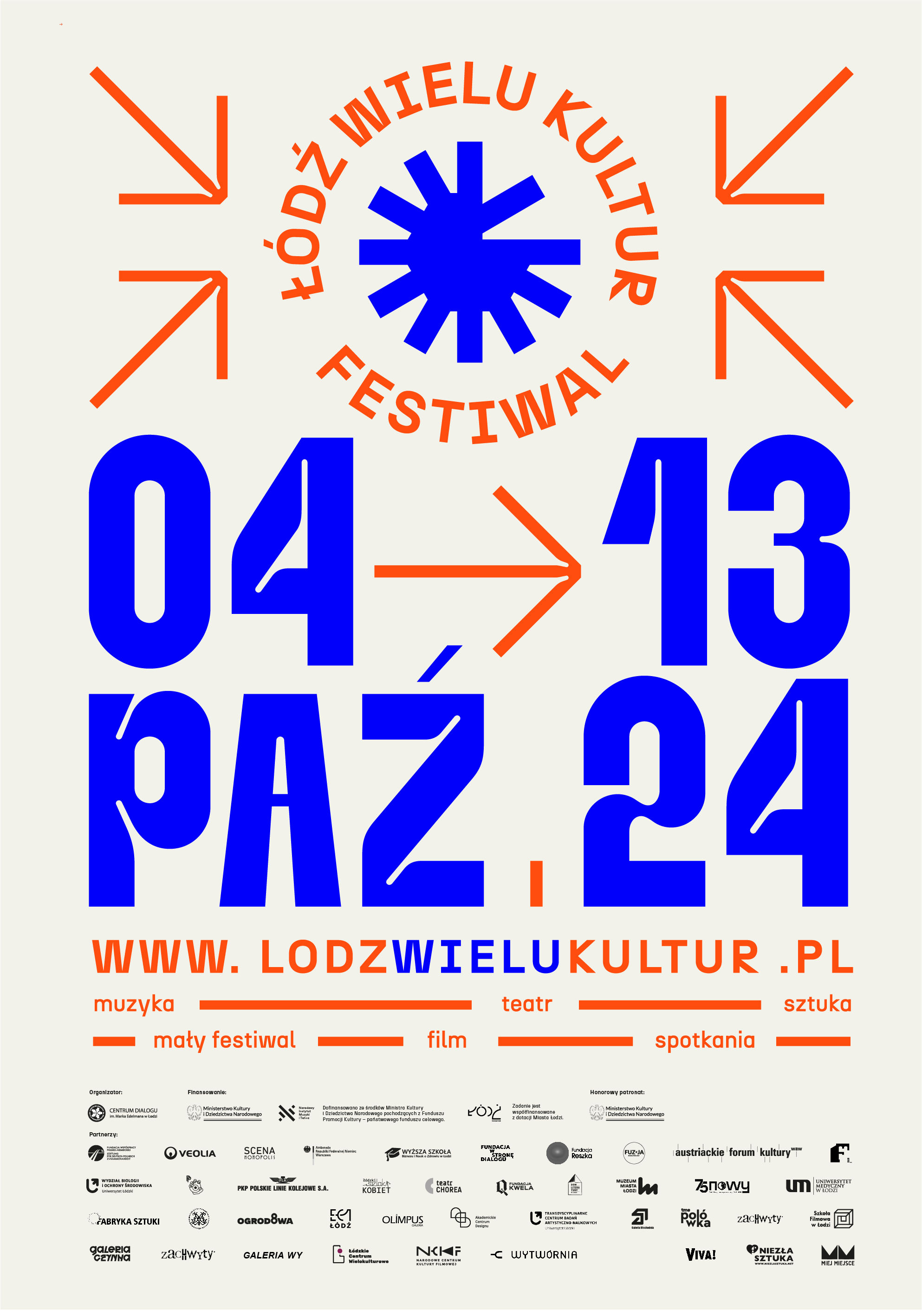
Plakat Festiwalu Łódź Wielu Kultur 2024, aut. Fajne Chłopaki / Łukasz Zbieranowski

Główna koordynatorka Festiwalu Łódź Wielu Kultur 2024: Kamila Majchrzycka-Szymańska.
Zespół programowy: Agata Siwiak, Jarosław Suchan, Marcin Tercjak, Joanna Podolska Płocka, Kamila Majchrzycka-Szymańska, Aleksandra Shaya, Karolina Krauze-Strzelec, Anna Mrozińska-Szmajda.
Festiwalowe wydarzenia wyznaczało 6 ścieżek programowych: Łódź Wszystkich Istnień, Romacen, Ludowo-Queerowo, Feminokultura, Zabawa, Świat Młodych. W ramach Festiwalu odbyło się ponad 60 wydarzeń w 22 lokacjach w Łodzi. Swoje premierowe projekty przygotowali między innymi: Daniel Rycharski, jeden z najgłośniejszych artystów młodego pokolenia; Mihaela Drăgan, współtwórczyni pierwszego feministycznego romskiego teatru w Rumunii; Krzysztof Wodiczko, światowa ikona sztuki zaangażowanej; Victoria Myronyuk, eksperymentująca reżyserka ukraińska i Michał Zadara, uznany twórca teatralny. Bezprecedensowym wydarzeniem Festiwalu będzie pierwsza w Polsce monograficzna wystawa Ceiji Stojki, zmarłej przed dziesięciu laty romskiej malarki i pisarki z Austrii oraz koncert World Orchestry Grzecha Piotrowskiego w intencji pokoju na świecie.
Centrum Dialogu im. Marka Edelmana w Łodzi pełniło funkcję Centrum Festiwalowego, w którym odbywały się między innymi spotkania gości i gościń z festiwalową publicznością w ramach cyklu Centrum Dobrej Rozmowy oraz Targi Wielu Kultur – targi sztuki i rzemiosła.
Festiwal został dofinansowany z dotacji Urzędu Miasta Łodzi oraz ze środków Ministra Kultury i Dziedzictwa Narodowego pochodzących z Funduszu Promocji Kultury – państwowego funduszu celowego.